# Chafariz do Lagarto
O Chafariz do Lagarto é uma fonte de água, construída no século XVIII, pelo Mestre Valentim, Está localizada no Catumbi, bairro da cidade do Rio de Janeiro. É um patrimônio histórico nacional, tombado pelo Instituto do Patrimônio Histórico e Artístico Nacional (IPHAN), na data de 11 de maio de 1938, sob o processo de nº 154-T-1938.

## História
O Chafariz do Lagarto foi construído no ano de 1786, pelo Mestre Valentim, com o intuito de abastecer a população da região. A fonte era abastecida pelo aqueduto do Catumbi.
No ano de 1841, o chafariz sofreu ampliação, recebendo uma caixa lateral e mais duas bicas e passou a ser abastecida, também, pelo aqueduto de Maracanã.
No início do século XIX, quando passaram a usar mecanismos de grande porte para abastecer a cidade do Rio de Janeiro, o Chafariz do Lagarto passou por um período de abandono até 1938, ano em que o chafariz ganhou o título de patrimônio nacional. No ano de 1939, o chafariz passou por reformas e voltou a verter água. Em 1964, o Departamento de Parques do Município juntamente com o Instituto do Patrimônio Histórico e Artístico Nacional (IPHAN), reformou novamente o chafariz e adicionou vasos para plantas decorativas.
Em 1977, a escultura do lagarto foi furtada e nunca foi encontrada. E o chafariz sofreu danos em sua estrutura em decorrência as obras do elevado entre o túnel Santa Bárbara e o Viaduto São Sebastião. Na década de 1980, o chafariz novamente foi restaurado e instalaram uma réplica da escultura do lagarto, em uma escala maior e em ferro fundido.

## Construção
O chafariz foi construído com um tanque em cantaria, ladeado por duas colunas que sustentam um frontão curvo. A água vertia de uma escultura de bronze em forma de lagarto, instalado em um nicho logo acima do tanque. Na parte central do chafariz há um medalhão com inscrições em latim, que na tradução em português é "Ao sedento povo, o Senado deu água em abundância. Ano 1786.". Posteriormente, foi construído uma caixa lateral com duas bicas de onde vertia a água, além da escultura do lagarto.